# Michail Slonimski

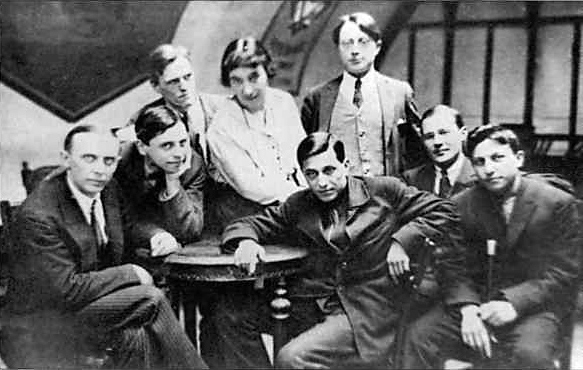
Serapions, Slonimski tweede van links, hand onder de kin

Michail Leonidovitsj Slonimski (Russisch: Михаил Леонидович Слонимский) (Sint-Petersburg, 20 juli 1897 – aldaar, 8 oktober 1972) was een Russisch schrijver.
Slonimski's familie behoorde tot de intelligentsia van het oude Rusland. Zijn vader en grootvader waren professionele schrijvers, zijn oom Semyon Vengerov was een bekend filoloog en zijn broer Nicolas Slonimski werd een bekend componist.
Na in januari 1915 te zijn geslaagd voor het gymnasium meldde Slonimski zich als vrijwilliger voor het Russische leger tijdens de Eerste Wereldoorlog. Hij werd onderscheiden met het St. Georgekruis en werd tweemaal gewond, de laatste keer in 1917, waarna hij niet meer terugkeerde naar het front.
Vanaf 1914 publiceerde Slonimski met regelmaat literair werk, de eerste keer in het tijdschrift New Satiricon. Hij was in 1921 een van de oprichters van de Serapionbroeders en schijnt de bedenker van de naam te zijn. De Serapionbroeders staat voor een experimentele groep jonge Russische schrijvers uit de jaren twintig die vooral artistieke vrijheid proclameerden. Vanaf de jaren dertig ontwikkelde Slonimski zich echter tot een typisch socialistisch realitisch Sovjet-schrijver en was lange tijd vooraanstaand lid (en lange tijd penningmeester) van de Bond van Sovjetschrijvers. Van blijvende waarde, ook literair-historisch, zijn Slonimski's memoires "Boek der herinneringen" (1966), die vooral ook gaan over het beroemde Huis der Kunsten in Sint-Petersburg, in de periode 1921-1922.